# Sobreviu aquesta nit
Sobreviu aquesta nit (també coneguda com a Survive the Night) és una pel·lícula de thriller d'acció estatunidenca del 2020 dirigida per Matt Eskandari i protagonitzada per Bruce Willis, Chad Michael Murray i Shea Buckner. El rodatge principal va durar només deu dies i va tenir lloc a Columbus (Geòrgia). La pel·lícula es va estrenar als Estats Units el 22 de maig de 2020. S'ha doblat i subtitulat al català amb la distribució de Youplanet Pictures.

## Sinopsi
Un metge caigut en desgràcia i la seva família són presos com a ostatges, a casa seva, per dos delinqüents que fugen. Un ha rebut un tret durant un robatori que ha anat malament i això els ha obligat a buscar atenció immediata. Encara que el doctor intenta ajudar-lo, el seu coneixement no és suficient i la seva única preocupació és protegir la família.

## Repartiment
- Bruce Willis com a Frank Clark
- Chad Michael Murray com a Rich Clark
- Shea Buckner com a Jamie Granger
- Tyler Jon Olson com a Matthias Granger
- Lydia Hull com a Jan Clark
- Riley Wolfe Rach com a Riley Clark
- Jessica Abrams com a Rachel Clark
- Sara Lynn Holbrook com a dona a la botiga
- Jef Holbrook com a Clerk